# ليور انبروم
ليور انبروم (بالعبرية: אור אינברום‏) (12 يناير 1996 بكريات جات في إسرائيل - ) هو لاعب كرة قدم إسرائيلي في مركز الوسط. شارك مع منتخب إسرائيل تحت 19 سنة لكرة القدم. أما مع النوادي، فقد لعب مع نادي أسدود.

## وصلات خارجية
- ليور انبروم على موقع قاعدة بيانات كرة القدم.إي يو (الإنجليزية)
- ليور انبروم على موقع Soccerway.com (الإنجليزية)